# Scarisbrick
Scarisbrick – wieś w Anglii, w hrabstwie Lancashire, w dystrykcie West Lancashire. Leży 50 km na zachód od miasta Manchester i 302 km na północny zachód od Londynu. W 2001 miejscowość liczyła 3504 mieszkańców.